# Selenité
Selenité (česky také Měsíčňané) jsou domnělí obyvatelé Měsíce. Jejich název je odvozen od starořecké bohyně Seléné.

## Měsíčňané v kultuře
- povídka Pravý výlet pana Broučka do Měsíce (Svatopluk Čech, 1888)
- román První lidé na Měsíci (Herbert George Wells, 1901) – Selenité jsou podobni hmyzu, žijí v podzemí Měsíce a jejich společnost je uspořádáním podobná mraveništi zkříženému s industriální společností.
- film Cesta na Měsíc (Georges Méliès, 1902) – Napůl lidé a napůl hmyz, po úderu explodují.